# Stretton (Warrington)
Stretton is een civil parish in het bestuurlijke gebied Warrington, in het Engelse graafschap Cheshire met 1009 inwoners.